# Крвава стаза
Крвава стаза је 17. епизода стрип серијала Кен Паркер објављена у Лунов магнус стрипу бр. 493. Објављена је почетком 1982. године. Имала је 94 стране и коштала 20 динара (0,45 $, 1,05 DEM). Епизоду су нацртали Ренцо Калегари и Ђорђо Тревисан, а сценарио написао Ђанкарло Берарди. За насловну страну је узет оригинални, али реколоризован Милацов акварел.

## Кратак садржај
Након доласка у Албукерки, Кен се у фебруару 1875. год. придружује војној геолошкој експедицији која случајно наилази на полу-смрзнуту жену. Испоставља се да је жена белкиња коју је у младости (када је имала 14 година) отео Апач Таза, а која је са двоје деце одбегла од њега. Децу је претходно оставила код сестре, али их је сестра препродала циркусу. Таза упада у војни логор и убија супругу. Кен креће у потрагу за децом пошто му отац покојне жене плаћа 2.000 долара за ту услугу.
Четири месеца касније, циркус долази у сеоце Лидвил (Колорадо). Апачка деца се разбољевају од шарлаха и умиру у Лидвилу. Таза је сазнао да су деца умрла у Лидвилу и почиње да терорише град. Кен помаже становницима да се одбране, и на крају им открива положај на коме се налази Таза.

## Оригинална епизода
Оригинална епизода објављена је у новембру 1978. године под насловом La lunga pista rossa (Дуга, црвена стаза). Издавач је била италијанска издавачка кућа Cepim. Коштала је 400 лира (0,48 $; 0,9 DEM).

## Prethodna i naredna epizoda Ken Parkera u LMS
Prethodna epizoda Ken Parkera u LMS nosila je naziv Zavera Komanča (#487), a naredna Vrisak u zoru (#500). Originalno, posle ove epizode trebalo je da se objavi Santa Fe Ekspres, ali ona je u LMS objavljena tek 1989. godine u #806.